# Adam Kanigowski
Adam Mariusz Kanigowski (* 15. April 1989 in Toruń) ist ein polnischer Mathematiker, der sich mit dynamischen Systemen und Ergodentheorie sowie deren Überschneidungen mit Zahlentheorie, Geometrie und Wahrscheinlichkeitstheorie beschäftigt.

## Leben
Kanigowski absolvierte von 2008 bis 2012 ein Studium an der Nikolaus-Kopernikus-Universität Toruń, das er mit einem Magister in Mathematik abschloss. Er promovierte 2015 an der Polnischen Akademie der Wissenschaften bei Mariusz Lemańczyk und Joanna Kułaga-Przymus mit der Arbeit „Własności ergodyczne gładkich potoków na powierzchniach“ (Ergodic properties of smooth flows on surfaces). Ab 2015 war er S. Chowla Research Assistant Professor an der Pennsylvania State University. 2018 wurde er Assistant Professor an der University of Maryland, College Park, 2021 wurde er Associate Professor und seit 2024 ist er Professor. Er habilitierte sich 2022 mit einer Arbeit über dynamische Invarianten mit subexponentiellem Wachstum an der Nikolaus-Kopernikus-Universität Toruń. Seit 2022 ist er außerdem Professor an der Jagiellonen-Universität.

## Werk
Er beschäftigt sich mit dynamischen Systemen und Ergodentheorie sowie dem Zusammenhang dieser Themen mit Zahlentheorie, Geometrie und Wahrscheinlichkeitstheorie. Mit Koautoren bewies er eine Reihe von Mischungs- und Disjunktheitseigenschaften für verschiedene Klassen von Flüssen und zentrale Grenzwertsätze für Klassen messbarer Abbildungen.
Zusammen mit Mariusz Lemańczyk und Maksym Radziwiłł zeigte er einen Primzahlsatz für eindeutig ergodische, analytische Schiefproduktabbildungen auf dem 2-Torus {\displaystyle \mathbb {T} ^{2}} (2024 veröffentlicht in Annals of Mathematics). Ein System wird dabei als eindeutig ergodisch bezeichnet, wenn es genau ein ergodisches Wahrscheinlichkeitsmaß auf dem zugrundeliegenden Raum gibt. Genauer zeigten sie, dass für jede irrationale Zahl {\displaystyle \alpha } und jede 1-periodische, reell-analytische Funktion {\displaystyle g\colon \mathbb {R} \to \mathbb {R} } mit Erwartungswert 0 die hiervon induzierte Abbildung {\displaystyle T_{\alpha ,g}\colon \mathbb {T} ^{2}\to \mathbb {T} ^{2}} mit {\displaystyle (x,y)\mapsto (x+\alpha ,y+g(x))} im Falle ihrer eindeutigen Ergodizität die Eigenschaft hat, dass die Folge {\displaystyle \{T_{\alpha ,g}^{p}(x,y)\}} auf {\displaystyle \mathbb {T} ^{2}} gleichverteilt ist, wenn {\displaystyle p} alle Primzahlen durchläuft. Dies war zu diesem Zeitpunkt das erste bekannte Beispiel einer Klasse natürlicher, nicht-algebraischer und glatter dynamischer Systeme, für die ein Primzahlsatz gilt.

## Auszeichnungen
Kanigowski erhielt 2016 für eine Reihe von sechs Arbeiten zur Ergodentheorie und Operatortheorie den Preis für junge Mathematiker der Polnischen Mathematischen Gesellschaft. Außerdem wurde er 2016 für seine Doktorarbeit mit dem Internationalen Stefan-Banach-Preises ausgezeichnet. 2017 erhielt er den Kazimierz-Kuratowski-Preis für seine Arbeiten zur Theorie dynamischer Systeme. Aufgrund seiner grundlegenden Beiträge im Bereich der dynamischen Systeme und der Ergodentheorie erhielt Kanigowski 2024 die Auszeichnung des Instituts für Mathematik der Polnischen Akademie der Wissenschaften für herausragende wissenschaftliche Leistungen in der Mathematik. Außerdem erhielt er 2024 den renommierten EMS-Preis der European Mathematical Society für „outstanding contributions to the spectral classification and the mixing properties of slowly chaotic dynamical systems“ (herausragende Beiträge zur spektralen Klassifikation und den Mischungseigenschaften langsam chaotischer dynamischer Systeme).

## Schriften (Auswahl)
- mit B. Fayad: Multiple mixing for a class of conservative surface flows. Invent. Math. 203, No. 2, 555–614 (2016).
- mit M. Lemańczyk, C. Ulcigrai: On disjointness properties of some parabolic flows. Invent. Math. 221, No. 1, 1–111 (2020).
- mit B. Fayad, G. Forni: Lebesgue spectrum of countable multiplicity for conservative flows on the torus. J. Am. Math. Soc. 34, No. 3, 747–813 (2021).
- mit D. Dolgopyat, Ch. Dong, P. Nándori: Flexibility of statistical properties for smooth systems satisfying the central limit theorem. Invent. Math. 230, No. 1, 31–120 (2022).
- mit M. Lemańczyk, M. Radziwiłł: Prime number theorem for analytic skew products. Ann. Math. (2) 199, No. 2, 591–705 (2024).